# Jornada Mundial de la Joventut
La Jornada Mundial de la Joventut (també conegut com a JMJ, o originalment en italià Giornata mondiale della gioventù o GMG) és un esdeveniment religiós planificat i periòdic, instituït pel Papa Joan Pau II el 20 de desembre de 1985, que reuneix a milions de catòlics de tot el món, especialment joves. Aquesta jornada promou esdeveniments de l'Església Catòlica per als joves i amb els joves. La JMJ reuneix milers de joves per celebrar i conèixer la fe catòlica, conèixer millor la doctrina catòlica i construir ponts d'amistat i esperança entre continents, pobles i cultures, així com compartir l'experiència de l'espiritualitat.
Aquesta iniciativa té el seu origen en una idea del papa Pau VI que, l'Any Sant de 1975 va reunir a Roma diversos milers de joves de nombrosos països, després de la seva participació en la «I Marxa Internacional de la Reconciliació Cristiana» que va recórrer el camí de Sant Francesc d'Assís, entre Assís i Roma. La Jornada Diocesana de la Joventut (JDJ) es realitza anualment en cada diòcesi del món el dia de Diumenge de Rams, amb una cerimònia principal a la Ciutat del Vaticà, com un esdeveniment per arribar a les noves generacions de catòlics, tot estenent els ensenyaments de l'Església. A més d'això, cada dos o tres anys, es realitza una gran trobada internacional en una ciutat seu, presidida pel Papa i amb una durada de diversos dies (generalment una setmana), que s'associa habitualment amb el nom de Jornada Mundial de la Joventut.
En cada JMJ el Papa proposa un tema, extret d'un versicle bíblic, per tant, cada JMJ té un himne basat en el tema, patrons, intercessors i un logotip. Durant la JMJ, hi ha esdeveniments com la catequesi, adoracions, misses, moments de pregària, conferències, reunions i espectacles, tot en diversos idiomes.
El 1984, durant el papat de Joan Pau II, es va dur a terme una nova convocatòria mundial, per incentivar la participació juvenil a l'Església, arribant a reunir més de cinc milions de persones durant l'edició de 1995, realitzada a Manila, Filipines. El 1997, la JMJ va donar un canvi transformant-se en un festival per a la joventut amb una durada de tres dies abans de la cerimònia final. D'allí en endavant s'ha organitzat successivament a París, Roma, Toronto, Colònia, Sydney i Madrid. L'edició de l'any 2013, es va celebrar a la ciutat de Rio de Janeiro, presidida pel papa Francesc. Allà es va anunciar que la propera edició de la Jornada tindria lloc a Cracòvia, l'any 2016. Va ser el mateix Francesc que va anunciar que nomenaria a Joan Pau II el sant patró de les JMJ, després de la seva canonització. La propera JMJ tindrà lloc el 2019 a la Ciutat de Panamà, segons va anunciar Francesc en la cerimònia final que va tenir lloc a Cracòvia.
Tot i estar organitzat per l'Església Catòlica, la JMJ és una invitació per a tots els joves del món.
| «             | ... l'esperança d'un món millor es troba en una joventut sana, valenta i, sobretot, orientada a Déu. | » |
| — Joan Pau II | |   |

## Història

### Els orígens de la JMJ
Els antecedents històrics de la JMJ remunten a l'any 1975, amb la trobada internacional de joves que va tenir lloc a Roma durant la setmana santa del Jubileu o Any Sant de 1975, sent papa Pau VI, com a cloenda de la I Marcia Internationale della Reconziliatione Cristiana que va recórrer el camí de Sant Francesc des d'Assís fins a Roma, en què van participar joves arribats de nombrosos països del món.

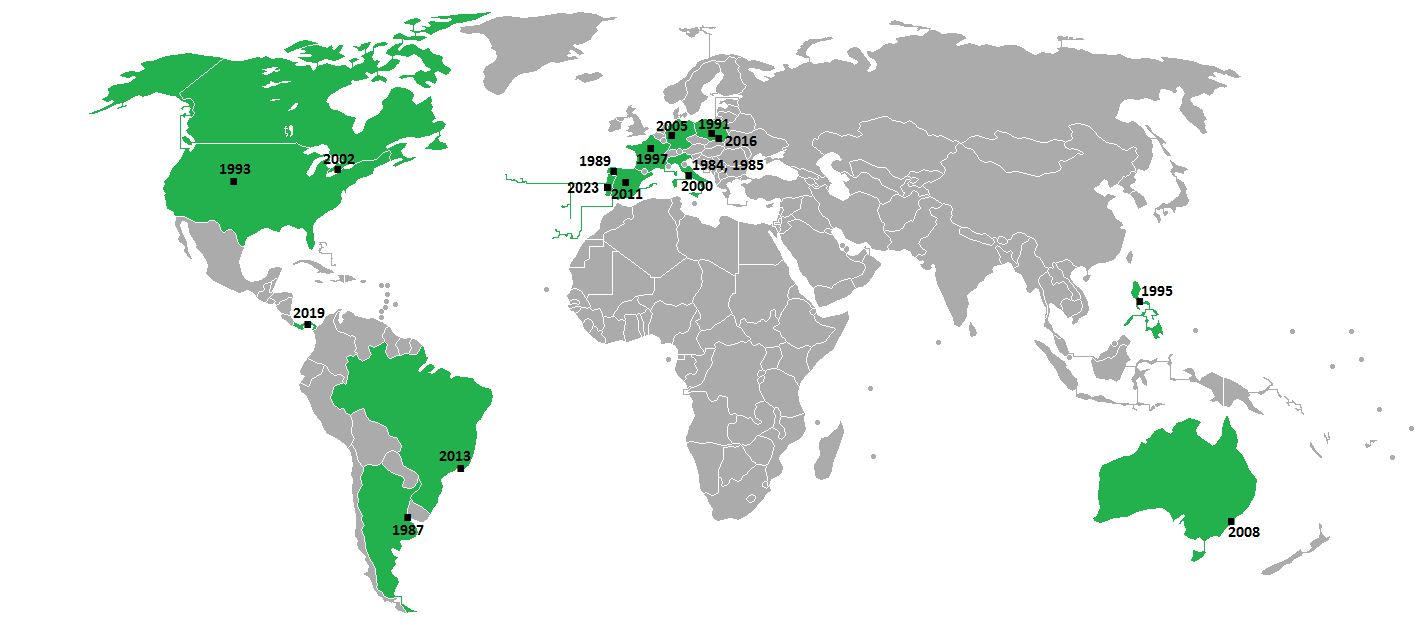
Mapa de les localitzacions de la Jornada Mundial de la Joventut. Els països que han acollit com a mínim una edició estan en verd

Durant el Jubileu de 1983-1984, anomenat «Any Sant de la Redempció» en record de la mort de Jesucrist 1.950 anys enrere, entre les diferents celebracions dedicades a la joventut, la més important va tenir lloc a la vigília del Diumenge de Rams de 1984 a Roma. Més de 300.000 joves procedents de totes les parts del món (i albergats per prop de 6.000 famílies romanes) van participar en el Jubileu internacional de la joventut. A més de molts bisbes, estaven també presents el Germà Roger i la Mare Teresa de Calcuta. El papa Joan Pau II va obsequiar els joves amb una creu de fusta que simbolitzava «l'amor del Senyor Jesús per la Humanitat i com a anunci que només en Crist, mort i ressuscitat, hi ha la salvació i la redempció». Després d'aquest esdeveniment, el Papa va proposar la Jornada Mundial de la Joventut. El cardenal argentí Eduardo Francisco Pironio, designat president del Consell Pontifici per als Laics pocs dies abans del Diumenge de Rams de 1984, hauria realitzat la proposta d'instituir la Jornada, i se'l considera el seu co-fundador.
L'any 1985 va ser proclamat per l'ONU l'Any Internacional de la Joventut. L'Església va organitzar una nova trobada internacional el Diumenge de Rams, el 31 de març, amb altres 350.000 joves que es van reunir a la Plaça de Sant Pere. Després d'aquest esdeveniment el Papa va instituir la Jornada Mundial de la Joventut.
El Diumenge de Rams de 1986 va tenir lloc a Roma la ja primera Jornada Mundial de la Joventut, la primera d'una sèrie que va contribuir a atribuir al papa el sobrenom de «El Papa dels joves». En aquella ocasió Joan Pau II va convidar els joves de tot el món amb la carta Sempre disposats a testimoniar l'esperança que està en vosaltres, donant el seu suport a la realització de l'esdeveniment a la ciutat de Buenos Aires.
D'allí en endavant, la Jornada Mundial de la Joventut es va celebrar cada any, el Diumenge de Rams, a totes les diòcesis. Cada dos o tres anys, aquest esdeveniment assumeix el format d'una reunió internacional, i joves de tot el món es reuneixen a la ciutat indicada al costat del Papa per compartir la seva fe amb la dels altres i meditar sobre el missatge que el Papa tria per a cada ocasió. L'organisme encarregat de l'organització i de la coordinació de les Jornades Mundials és el Consell Pontifici per als Laics (la secció de joventut va ser instituïda al 1985). El cardenal argentí Eduardo Francisco Pironio, com a president del Consell Pontifici per als Laics, va esdevenir responsable d'aquestes jornades i, com a tal, va arribar a ser un dels seus principals propulsors. Pironio va acompanyar a Joan Pau II, no només en les edicions organitzades a la diòcesi de Roma, sinó en les realitzades a Buenos Aires (1987), Santiago de Compostel·la (1989), Częstochowa (1991), Denver (1993) i Manila (1995).

### Les successives JMJ

#### Durant el pontificat de Joan Pau II
Els joves que van a aquestes importants trobades són sempre molt nombrosos. Després de Buenos Aires (Argentina), el 1987 es van reunir a Santiago de Compostel·la (Espanya) el 1989. A partir d'aquesta trobada, la JMJ va ser ampliada amb tres dies de catequesi abans de la celebració final.

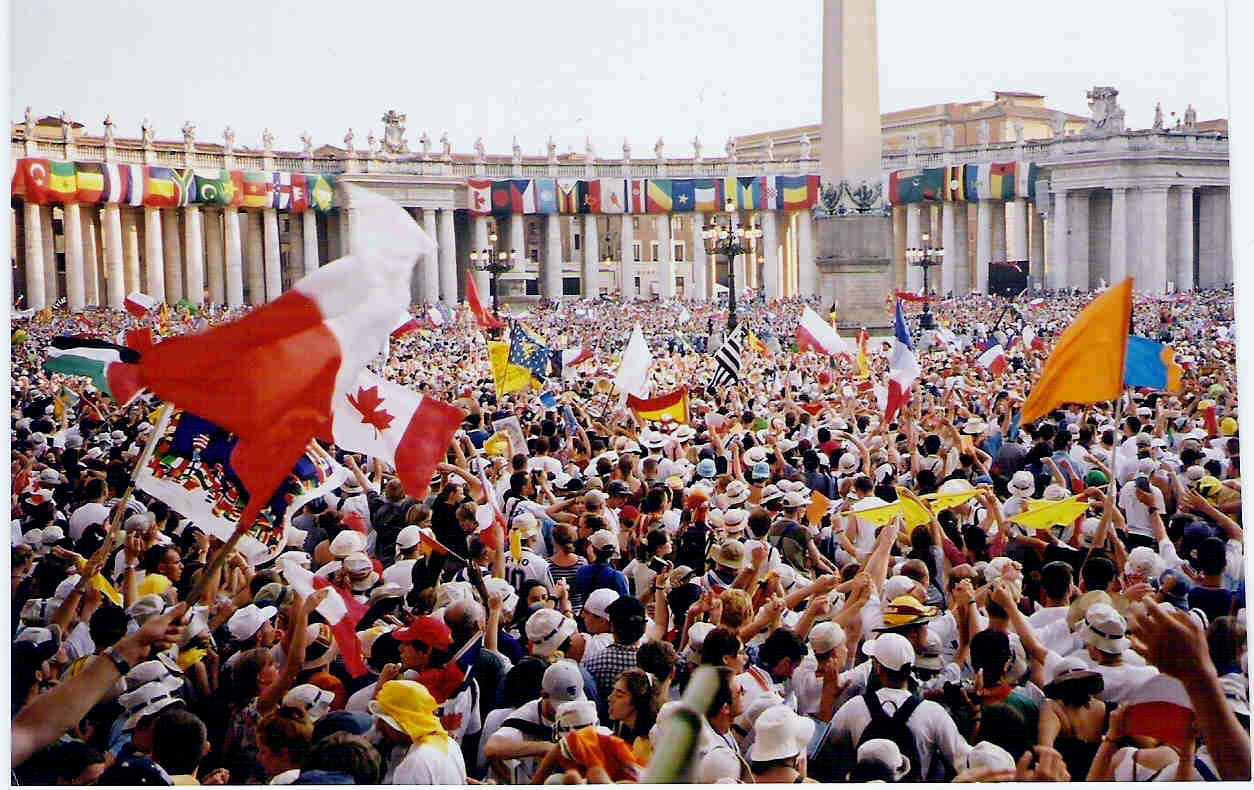
Celebració de la XV Jornada Mundial de la Joventut a Roma, 2000

A Częstochowa (Polònia) el 1991, es va celebrar la primera trobada del Papa amb milers de joves en un país de l'Europa de l'Est, sent succeïda uns anys després, el 1993, per la ciutat de Denver (Estats Units d'Amèrica). La novetat d'aquesta edició va ser l'establiment de la celebració del Via Crucis. El 1995, la Jornada va tenir lloc a Àsia, concretament a Manila (Filipines), amb una assistència segons dades oficials de 5 milions de persones, encara que algunes fonts assenyalen que fins i tot fins van ser 7 milions.
El milió dos-cents mil participants en la JMJ de 1997 a París (França), va portar molts comentaris en comparar la xifra d'assistència amb l'anterior de Manila; Europa, com els Estats Units d'Amèrica, és una terra considerada per l'Església com «difícil» des del punt de vista d'adhesió religiosa. Adriano Sofri, comentant aquesta jornada, la va definir com un dels pocs esdeveniments comparables al Maig del 68, «tot i això l'enorme diferència, o més aviat, gràcies a ella». En aquesta edició es va introduir la iniciativa d'anteposar l'esdeveniment una trobada dels joves de tot el món en les diòcesis franceses com un moment de festa, oració i coneixement.
Tres anys després, a Roma, enmig del Jubileu del 2000, dos milions de joves van envair la Ciutat Eterna per participar en la iniciativa de la jornada mundial, culminada amb una vigília a l'esplanada de Tor Vergata i una missa l'endemà al matí. Els inconvenients provocats per un dia de gran calor i per una afluència major de la prevista van estar limitats per una organització eficient i pel bon comportament dels joves. Hi va haver diversos tallers per unir la pròpia fe a la vida juvenil. Anomenats per Joan Pau II «Sentinelles del demà», els joves van ser convidats a no resignar-se a la injustícia del món, a defensar la pau, a mantenir el món sempre habitable i a donar el propi «sí» a Crist com a centre del propi ideal i realització de la felicitat. En aquella ocasió Joan Pau II els va comunicar a tots que la propera trobada tindria lloc el 2002 a Toronto (Canadà). De Toronto va provenir la iniciativa concreta del voluntariat.

#### Durant el pontificat de Benet XVI

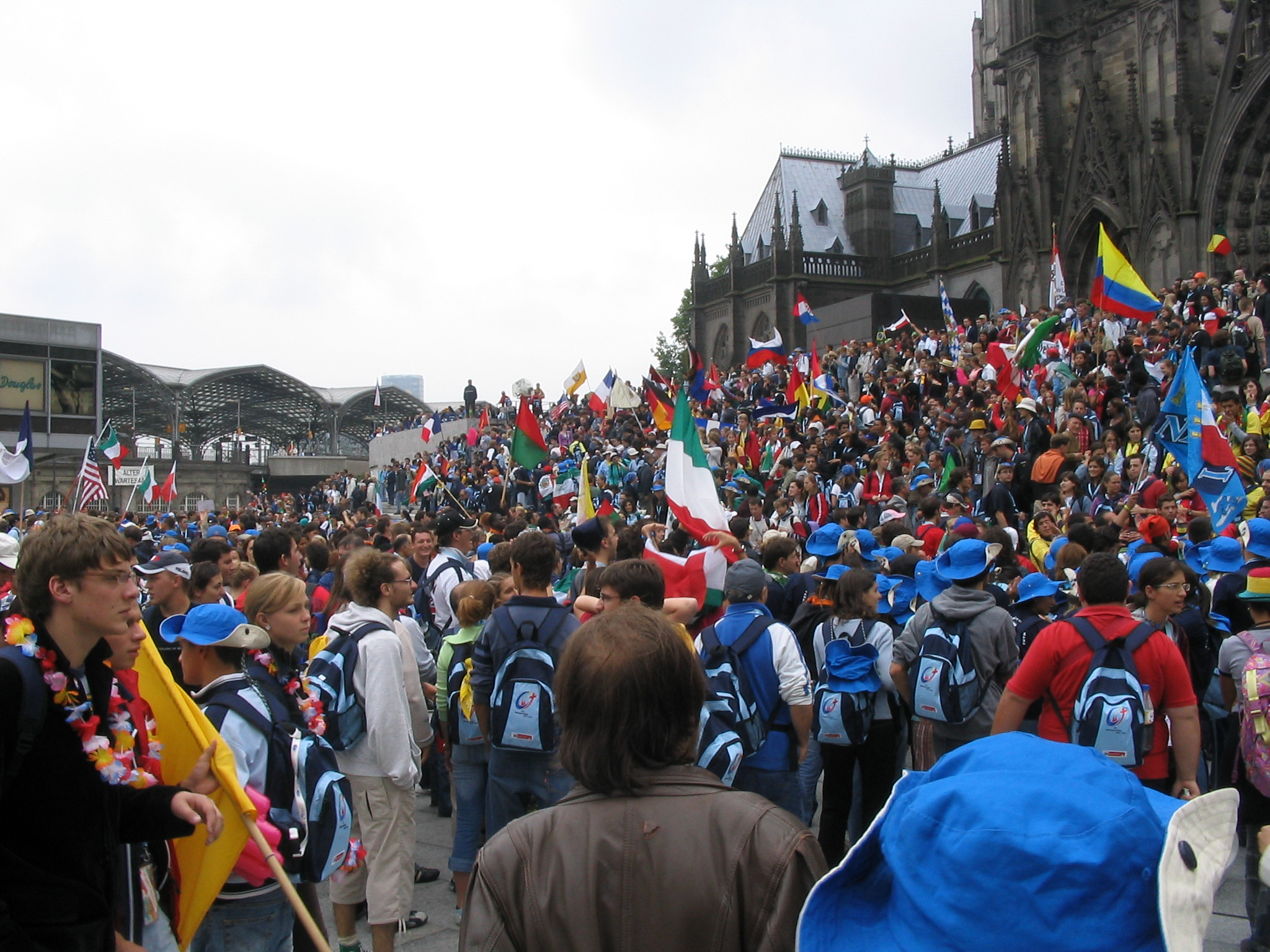
Celebració de la XX Jornada Mundial de la Joventut a Colònia, 2005

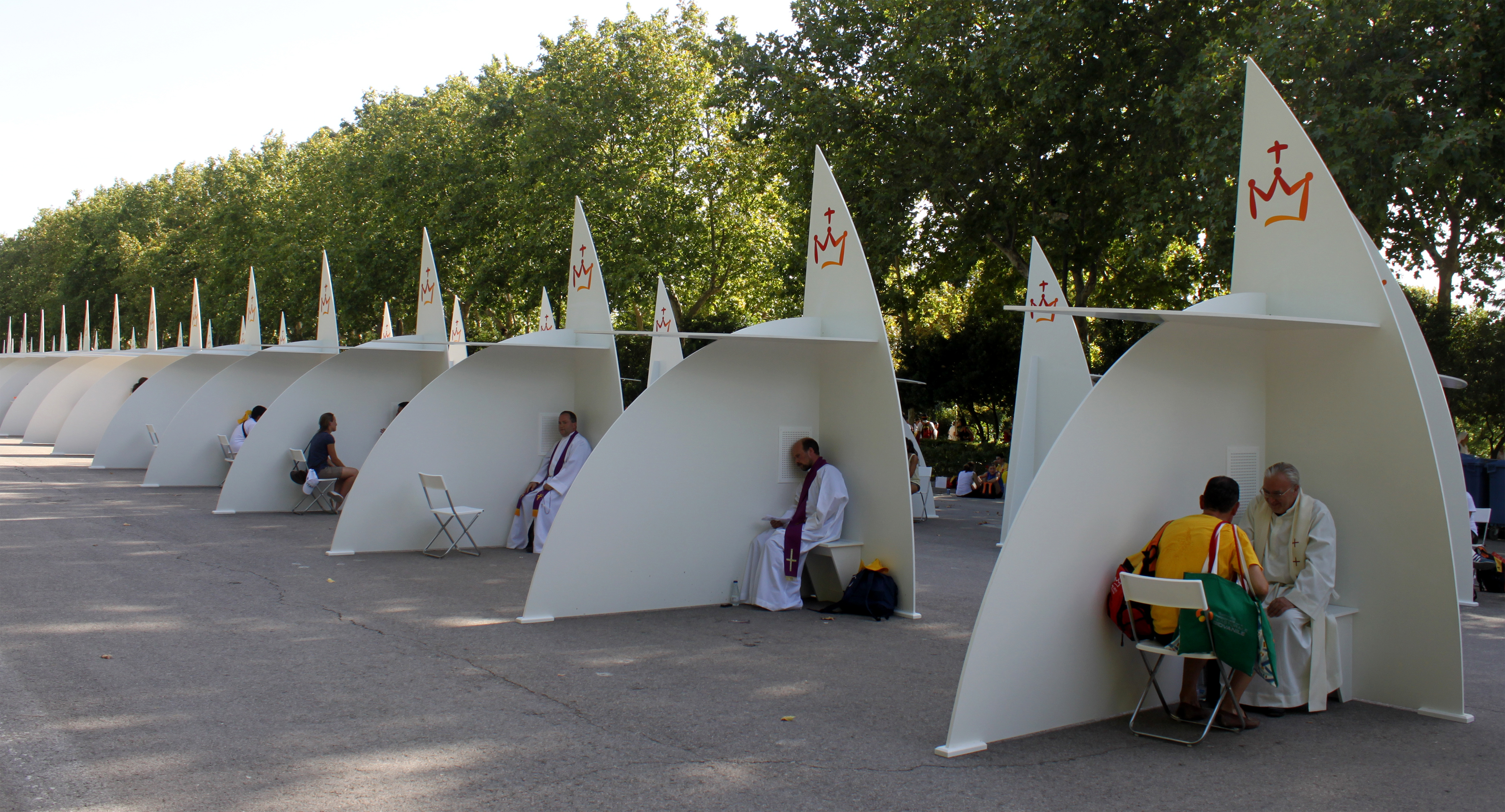
Confessionaris durant la XXVI Jornada Mundial de la Joventut a Madrid, 2011

Després de la mort de Joan Pau II, diversos comentaristes van dubtar que el seu successor mantindria aquestes reunions, el format del qual semblava a mida del Papa difunt.
No obstant això, el nou Pontífex, Benet XVI, va ser acollit per la joventut a l'agost de 2005 a Alemanya, la seva terra natal. «Venim a adorar-lo» ser el tema de la trobada, que corresponen a les paraules atribuïdes als Reis Mags, les relíquies dels quals són custodiades a la ciutat de Colònia. La trobada va comptar amb la participació d'aproximadament 1.100.000 persones de 200 nacions.
La següent jornada es va realitzar el 2008 a la ciutat australiana de Sydney, que si bé va presentar un menor nombre de participants (aproximadament un milió), es va destacar en diversos àmbits de les edicions anteriors. La cobertura mediàtica va incloure des de missatges de text del propi papa Benet XVI per als inscrits fins a l'obertura d'una nova xarxa social anomenada Xt3. De manera especial, va comptar amb un Via Crucis que va tenir per escenari la ciutat mateixa, inclosa la badia.
La ciutat de Madrid (Espanya) va ser designada per a ser seu de la xxvi edició en 2011, convertint a Espanya en el primer país a acollir dos JMJ, i en el seu arquebisbe, Antonio María Rouco Varela, el primer a encarregar-se dues vegades de la seva organització. Es va designar Rio de Janeiro (Brasil) per ser la ciutat seu de la propera edició de l'esdeveniment el 2013, avançant any per evitar coincidir amb la Copa Mundial de Futbol de 2014 que també es va celebrar al Brasil.
Benet XVI va introduir les seves pròpies innovacions: l'adoració eucarística des de l'any 2005, i des de 2011, la confessió sacramental d'alguns joves pel mateix Papa.
El vaticanista Sandro Magister analitza els tres principals desenvolupaments experimentats per la JMJ durant el pontificat de Benet XVI:
- l'aparició de períodes prolongats i intensos de silenci, marcats en contrast amb l'ambient general molt festiu. Aquests forts temps de silenci donen una importància especial al Via Crucis, a la vigília d'adoració eucarística comú amb el Papa (una altra innovació de Benet XVI) o la comunió durant la missa de clausura;
- edat mitjana molt baixa dels participants (22 anys), en el qual Magister veu un senyal molt encoratjador renovat per al reclutament dels futurs líders de les comunitats catòliques al món;
- el fet que els participants, lluny d'estar involucrats en lluites internes per canviar l'Església, accepten que és exigent i decididament es bolquen a l'evangelització del món

#### Durant el pontificat de Francesc
La XXVIII Jornada de la Joventut realitzada a Rio de Janeiro va ser considerada «històrica» per haver-se constituït en raó i marc del primer viatge del papa Francesc a l'estranger, en el cinquè mes del seu pontificat. Es va caracteritzar, entre altres punts, per assolir nivells de participació estimats en superiors als 3 milions de joves, i pels gestos pastorals de proximitat als laics característics del papa Francesc.

## Símbols de la Jornada Mundial de la Joventut
La Creu de la Jornada Mundial de la Joventut és una creu de fusta de 3,8 m d'alçada lliurada als joves per Joan Pau II en la jornada de 1984 a Roma. El 2003, Joan Pau II també va lliurar una icona de la Mare de Déu per acompanyar la creu en la seva peregrinació.
A més d'estar presents en les grans trobades, els dos símbols realitzen un recorregut visitant les diòcesis catòliques com a preparació d'aquests esdeveniments. A Austràlia van començar el juliol de 2007 un itinerari per tot el país amb relleus a l'estil de la torxa olímpica. Per a la XXXIV Jornada de la Joventut a Panamà, la icona i la Creu de la JMJ fan un pelegrinatge pels països del Carib i Amèrica Central per després tornar al seu punt de partida a Panamà, on seguirà el seu pelegrinatge a les diòcesis del país, per després ser presents en l'inici de la Jornada a Panamà el 2019.
Són molts els testimonis de persones a les que els ha tocat profundament la trobada amb la Creu; en els últims anys, aquests testimonis han estat encara més nombrosos, o potser han tingut una major difusió a través d'internet. La Creu i la icona es poden trobar al Centre Internacional Juvenil de Sant Llorenç, estatge habitual de la Creu, però també en les revistes i publicacions dedicades a les JMJ.

### La Creu de la Jornada Mundial de la Joventut

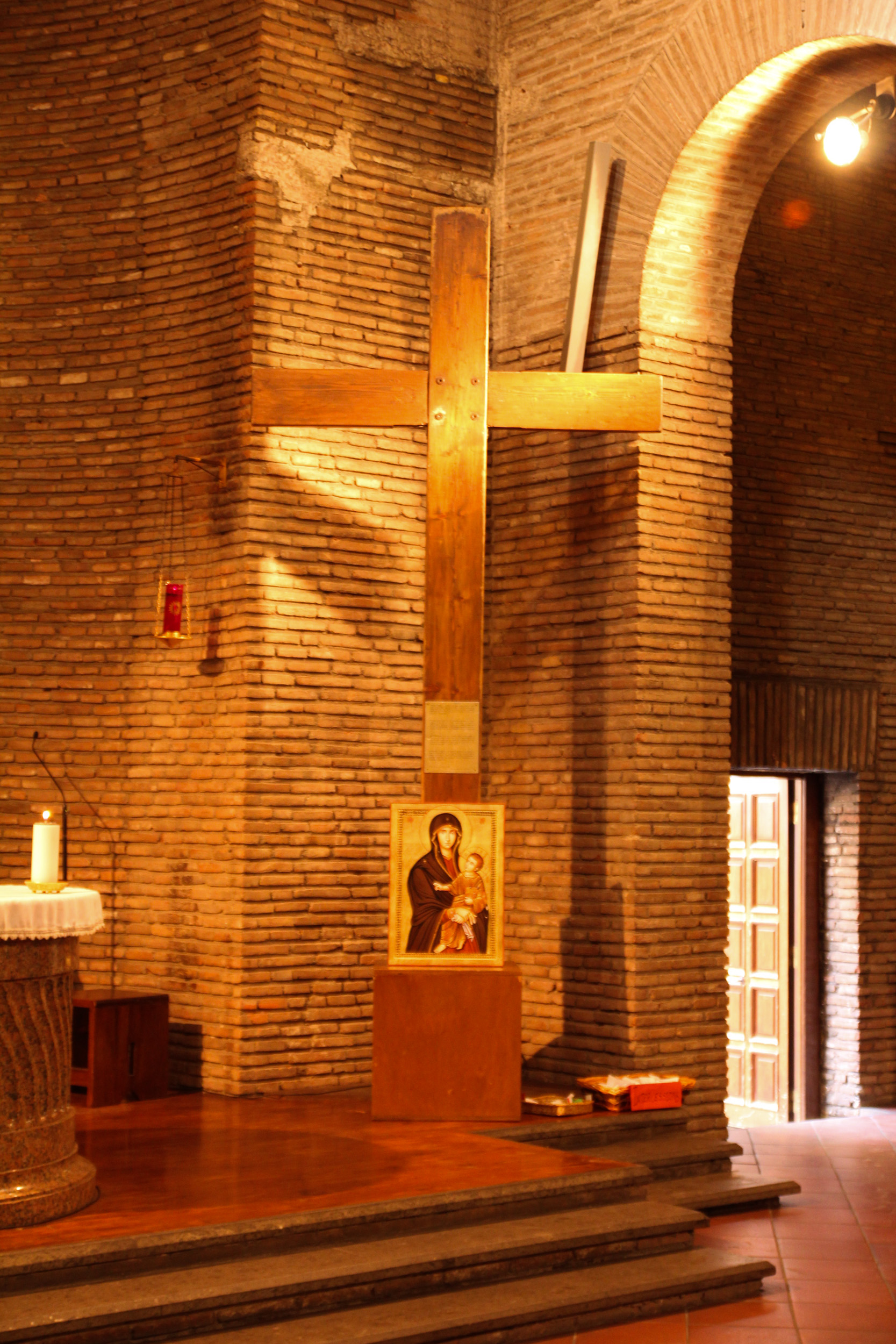
La Creu i la icona Salus Populi Romani, símbols oficials de les Jornades Mundials de la Joventut

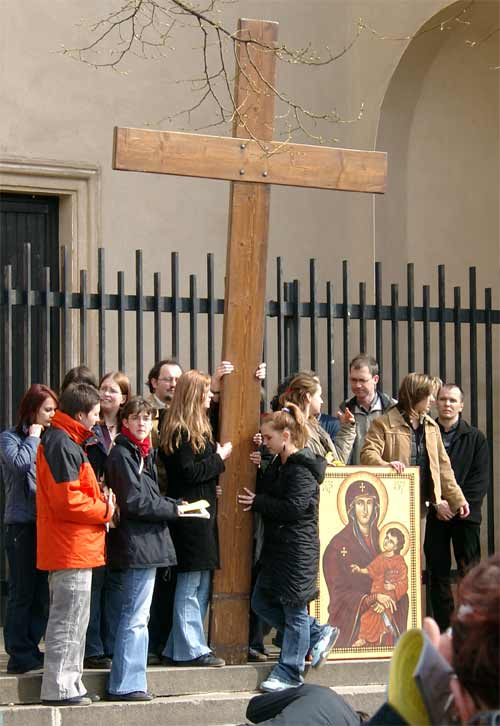
Joves amb la icona i la Creu de les Jornades Mundials de la Joventut

La Creu de la Jornada Mundial de la Joventut és coneguda per diversos noms: Creu de l'Any Sant, Creu del Jubileu, Creu de la JMJ, Creu Pelegrina, però molts l'anomenen Creu de la Joventut perquè va ser lliurada pel Papa Joan Pau II, als joves per portar-la al voltant el món, a tot arreu i en tot moment.
La creu de fusta de 3,8 metres es va construir i es va col·locar com a símbol de la fe catòlica, prop de l'altar major de la Basílica de Sant Pere durant l'Any Sant de la Redempció (entre Setmana Santa de 1983 i a la Pasqua de 1984). A finals d'aquell any, després de tancar la Porta Santa, el Papa Joan Pau II va donar aquesta creu com a símbol de l'amor de Crist per la humanitat. Qui la va rebre, en nom de tots els joves, va ser la joventut del Centre Internacional Juvenil de Sant Llorenç, a Roma. Aquestes van ser les paraules del Papa en aquesta ocasió:
| «                                            | Estimats joves, en clausurar l'Any Sant us confio el signe d'aquest Any Jubilar: la Creu de Crist! Porteu-la pel món com a signe de l'amor del Senyor Jesús a la humanitat i anuncieu a tots que només en Crist mort i ressuscitat hi ha salvació i redempció | » |
| — Papa Joan Pau II. Roma, 22 d'abril de 1984 | |   |

Els joves van acollir al desig del Sant Pare. Van portar la creu al Centre Internacional Juvenil de Sant Llorenç, que es convertiria en la seva residència habitual durant els períodes en què no estigués peregrinant pel món.
Des de 1984, la Creu de la JMJ ha estat peregrinant per tot el món, a través d'Europa, més enllà del teló d'acer, a llocs d'Amèrica, Àsia, Àfrica i Oceania, i està present a totes les celebracions internacionals de la Jornada Mundial de la Joventut. El 1994, la Creu va començar un compromís que, des de llavors, es va convertir en una tradició; el seu recorregut anual per les diòcesis del país amfitrió de cada JMJ internacional, com a mitjà de preparació espiritual per al gran esdeveniment.

### La icona de Nostra Senyora
El 2003, el papa Joan Pau II va donar als joves un segon símbol de fe per ser portat al voltant del món, seguint la Creu de la JMJ: la icona de la Mare de Déu Salus Populi Romani, una còpia contemporània d'una icona antiga i sagrada trobada en la primera i més gran basílica d'Occident per a Maria, mare de Jesús, la Basílica de Santa Maria Major de Roma.
| «                                                                     | Avui us confio la icona de Maria. A partir d'ara, acompanyarà les Jornades Mundials de la Joventut, juntament amb la Creu. Contempleu la vostra mare! Serà un signe de la presència maternal de Maria al costat dels joves cridats, com l'Apòstol Joan, per ser acollida a les seves vides. | » |
| — Papa Joan Pau II, Roma - XVIII Jornada Mundial de la Joventut, 2003 | |   |

### El Papa Benet XVI continua el llegat
El Papa Benet XVI, continuant el llegat del seu predecessor, va parlar en la cerimònia de lliurament de la icona i de la Creu de la JMJ d'un grup de joves alemanys a una delegació de joves australians el Diumenge de Rams de 2006, destacant per què l'icona de Maria acompanya el pelegrinatge, juntament amb la Creu de la JMJ.
| «                      | Nostra Senyora estava present al cenacle amb els Apòstols quan esperaven la Pentecosta. Que sigui la vostra mare i guia. Que ella us ensenyi a rebre la paraula de Déu, a valorar-la i meditar-la en el vostre cor (Lc 2,19) com ella ho va fer durant la seva vida. Que ella pugui animar-vos a dir el vostre «sí» al Senyor al viure «l'obediència de la fe». Que ella us ajudi a romandre forts en la fe, constants d'esperança, perseverants en caritat, sempre atents a la paraula de Déu. A mesura que observem a Maria a la icona que porta el seu fill, ens ensenya com portar-lo pel món. | » |
| — Papa Benet XVI, 2006 | |   |

Des de 1985, milions de joves han participat en les Jornades Mundials de la Joventut. Centenars de milers de persones continuen participant en cada JMJ, des de la gràcia de l'esdeveniment per la seva trobada amb la icona i la Creu de la JMJ. Aquests símbols són presentats al món amb més força pels joves que els porten, no per uns instants o hores, sinó per l'exemple diari de la seva vida cristiana.

### L'himne de la Jornada Mundial de la Joventut

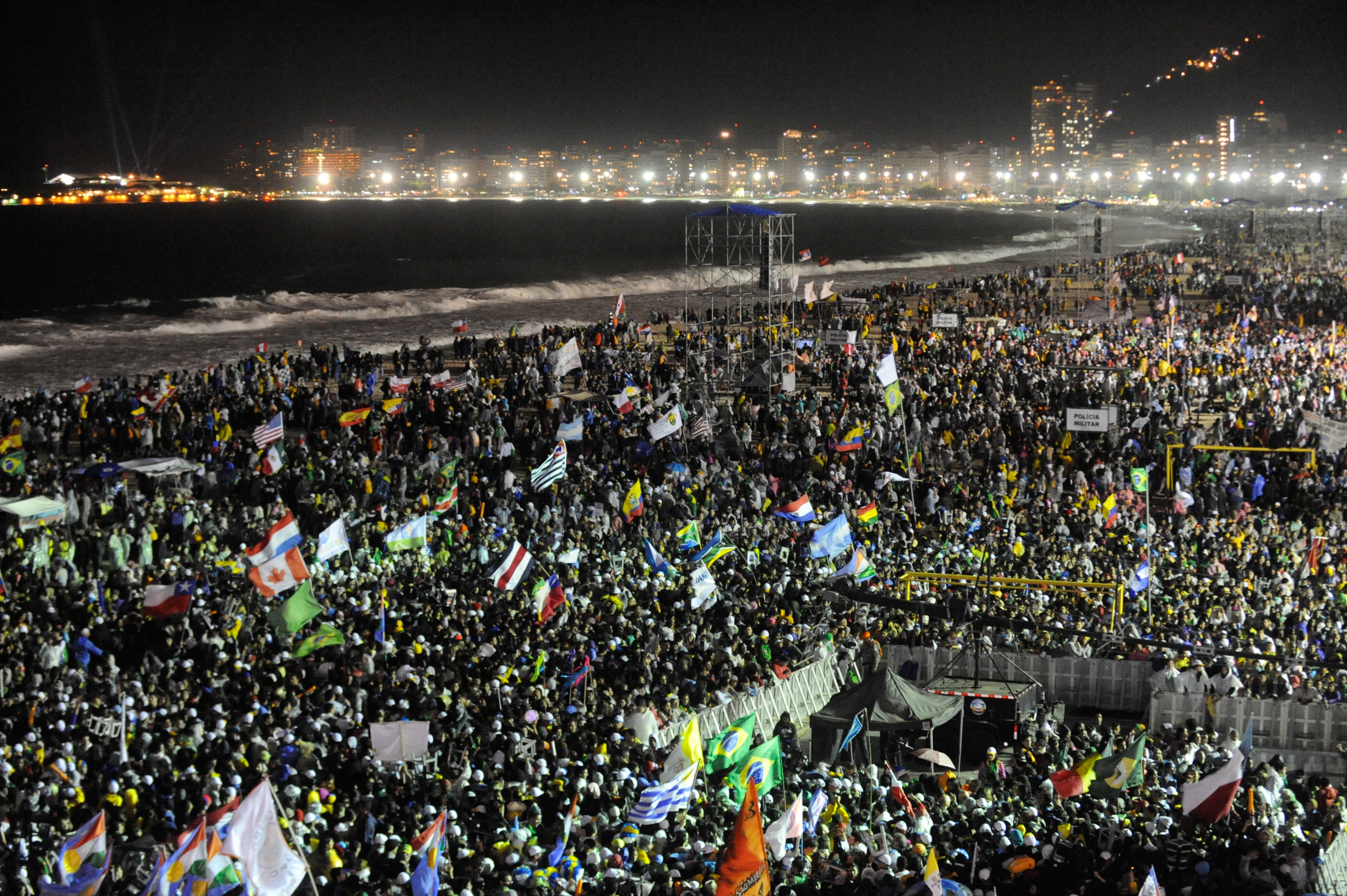
Missa inaugural de la Jornada Mundial de la Joventut 2013, celebrada a la ciutat de Rio de Janeiro, Brasil. L'esdeveniment va tenir una mitjana de 3,7 milions de pelegrins

Juntament amb la Creu pelegrina i la icona de Nostra Senyora, l'himne de la Jornada Mundial de la Joventut és el seu símbol més gran. L'himne de la JMJ consisteix en una cançó que descriu el tema de cada edició de l'esdeveniment; per tant, cada edició té el seu propi himne, podent ser o no en la llengua materna del país amfitrió.
La majoria de les edicions tenien les seves cançons en la llengua materna de la seva seu, en d'altres hi havia una barreja, com va ser el cas de l'himne de la JMJ 2005 a Alemanya, on es va cantar tota la cançó en alemany, i la tornada era una frase en llatí. Als països amb més d'una llengua oficial, com va ser el cas del Canadà que va acollir l'esdeveniment el 2002, l'himne es va registrar en dos idiomes en la mateixa cançó (anglès i francès). En el cas de la JMJ 1995, que es va produir a les Filipines, la cançó va ser composta i gravada en anglès, a causa de la poca difusió de la llengua filipina en altres països.
La cançó dissenyada per ser el tema de cada edició de l'esdeveniment sol ser llançada al públic aproximadament un any i mig d'antelació, i en totes les edicions, es tradueix i es registra en altres idiomes, de manera que tothom pugui saber el missatge de l'esdeveniment, i cantar el mateix.
| Edició   | Seu                      | Himne (nom en versió original)     | Himne (nom en català)                     |
| -------- | ------------------------ | ---------------------------------- | ----------------------------------------- |
| JMJ 1986 | Roma                     | Resta qui con Noi                  | Queda't amb nosaltres                     |
| JMJ 1987 | Buenos Aires             | Un Nuevo Sol                       | Un nou Sol                                |
| JMJ 1989 | Santiago de Compostel·la | Somos los Jóvenes del 2000         | Som els joves del 2000                    |
| JMJ 1991 | Częstochowa              | Abba Ojcze                         | Pare Abba                                 |
| JMJ 1993 | Denver                   | We Are One Body                    | Somos un cos                              |
| JMJ 1995 | Manila                   | Tell the World of His Love         | Proclamaré al Món el seu amor             |
| JMJ 1997 | París                    | Maître et Seigneur, Venu chez nous | Mestre i Senyor, vine amb nosaltres       |
| JMJ 2000 | Roma                     | Emmanuel                           | Emmanuel                                  |
| JMJ 2002 | Toronto                  | Lumière du Monde                   | Llum del Món                              |
| JMJ 2005 | Colònia                  | Venimus Adorare Eum                | Venim a adorar-te                         |
| JMJ 2008 | Sydney                   | Receive the Power                  | Rep la força                              |
| JMJ 2011 | Madrid                   | Firmes en la Fe                    | Ferms en la fe                            |
| JMJ 2013 | Rio de Janeiro           | Esperança do Amanhecer             | Esperança de l'alba                       |
| JMJ 2016 | Cracòvia                 | Błogosławieni miłosierni           | Beneïts els misericordiosos               |
| JMJ 2019 | Ciutat de Panamà         | Hágase en mí, según tu palabra     | Que es faci en mi, segons la teva paraula |

## Els dies previs a la JMJ
Els dies previs impliquen tots els esdeveniments anteriors a la Jornada Mundial de la Joventut, amb l'objectiu de preparar espiritualment l'esdeveniment.
- En primer lloc, les peregrinacions de la Creu i la Icona de la Mare de Déu, símbols de les jornades, cap a les diòcesis i arquebisbats del país, passen per totes les regions fins a arribar a la ciutat amfitriona durant els últims dies abans de la setmana de la JMJ.
- En segon lloc, els «Dies a les diòcesis», és a dir, dies abans de l'esdeveniment en el qual els joves estrangers romanen en altres ciutats del país amfitrió per conèixer les cultures regionals i resar amb aquesta comunitat. La idea dels Dies a les diòcesis va arribar amb la JMJ a París el 1997 i és opcional en el viatge, però facilita l'evangelització dels joves.[22]

## Desenvolupament de les JMJ
|       | Fins a una setmana abans                                                                         | dt.                                                                                                  | dc.                                                                        | dj.                                                                             | dv.                                                                        | ds.                                                                                           | dg. |
| ----- | ------------------------------------------------------------------------------------------------ | --- | -------------------------------------------------------------------------- | ------------------------------------------------------------------------------- | -------------------------------------------------------------------------- | --------------------------------------------------------------------------------------------- | --- |
| Matí  | Dies a les diòcesis: - Sessions de catequètiques al voltant de la diòcesi amfitriona i properes. | Dia de l'arribada oficial i benvinguda per als pelegrins.                                            | Sessió catequètica amb bisbes participants.                                | Sessió catequètica amb bisbes participants.                                     | Sessió catequètica amb bisbes participants.                                | Caminada de pelegrinatge al lloc de la vigília.                                               | Cerimònies de cloenda: - Les oracions del matí són dirigides pels bisbes participants - La missa és celebrada pel Papa. - Després de la missa, el Papa anuncia la propera diòcesi amfitriona. |
| Tarda | Dies a les diòcesis: - Sessions de catequètiques al voltant de la diòcesi amfitriona i properes. | Cerimònies d'obertura: - Celebració de la Santa Missa als locals ordinaris de la diòcesi d'acollida. | Espectacles de la tarda, música, oportunitats de pregària i reconciliació. | El Papa arriba oficialment a la JMJ i dona la seva benvinguda amb una pregària. | Espectacles de la tarda, música, oportunitats de pregària i reconciliació. | Espectacles de la tarda, música, oportunitats de pregària i reconciliació al lloc de vigília. | |
| Nit   | Dies a les diòcesis: - Sessions de catequètiques al voltant de la diòcesi amfitriona i properes. | Espectacles nocturns, música, oportunitats de pregària i reconciliació.                              | Espectacles nocturns, música, oportunitats de pregària i reconciliació.    | Espectacles nocturns, música, oportunitats de pregària i reconciliació.         | Via Crucis                                                                 | Adoració eucarística                                                                          | |

## Jornada Diocesana de la Joventut
La Jornada Diocesana de la Joventut (JDJ) se celebra a nivell regional i diocesà sempre el Diumenge de Rams i amb un tema diferent per a la meditació. Ja que el JDJ té lloc el Diumenge de Rams, l'esdeveniment gairebé sempre inclou la tradicional Missa de Rams, o Missa del Diumenge de la Passió, quan es commemora l'arribada triomfal de Jesús a Jerusalem.
La música, la pregària, les oportunitats de confessió i adoració del Santíssim Sagrament també poden formar part de la celebració de les Jornades Diocesanes.

## Esdeveniments de la JMJ i de la JDJ
| JMJ    | Data                    | Seu                              | Assistents                       | Tema | Papa        |
| ------ | ----------------------- | -------------------------------- | -------------------------------- | --- | ----------- |
| 0      | 15 d'abril de 1984      | Ciutat del Vaticà                | 300.000                          | Jubileu de la Redempció. | Joan Pau II |
| 0      | 31 de març de 1985      | Roma                             | 300.000                          | Any Internacional de la Joventut. | Joan Pau II |
| I      | 23 de març de 1986      | Jornada Diocesana de la Joventut | Jornada Diocesana de la Joventut | Estigueu sempre a punt per a donar una resposta a tothom qui us demani raó de la vostra esperança. (1Pe 3,15 Arxivat 2018-08-05 a Wayback Machine.)       | Joan Pau II |
| II     | 11 i 12 d'abril de 1987 | Buenos Aires                     | 1.000.000                        | Nosaltres hem conegut l'amor que Déu ens té i hi hem cregut. (1Jn 4,16 Arxivat 2018-08-05 a Wayback Machine.)                                             | Joan Pau II |
| III    | 27 de març de 1988      | Jornada Diocesana de la Joventut | Jornada Diocesana de la Joventut | Feu tot el que ell us digui. (Jn 2,5 Arxivat 2018-08-05 a Wayback Machine.)                                                                               | Joan Pau II |
| IV     | 15-20 d'agost de 1989   | Santiago de Compostela           | 500.000                          | Jo sóc el camí, la veritat i la vida. (Jn 14,6 Arxivat 2018-08-05 a Wayback Machine.)                                                                     | Joan Pau II |
| V      | 8 d'abril de 1990       | Jornada Diocesana de la Joventut | Jornada Diocesana de la Joventut | Jo sóc el cep i vosaltres les sarments. (Jn 15,5 Arxivat 2018-08-05 a Wayback Machine.)                                                                   | Joan Pau II |
| VI     | 10-15 d'agost de 1991   | Częstochowa                      | 1.600.000                        | Heu rebut l'Esperit que ens ha fet fills. (Rm 8,15 Arxivat 2018-08-05 a Wayback Machine.)                                                                 | Joan Pau II |
| VII    | 12 d'abril de 1992      | Jornada Diocesana de la Joventut | Jornada Diocesana de la Joventut | Aneu per tot el món i anuncieu la bona nova de l'evangeli. (Mc 16,15 Arxivat 2018-08-05 a Wayback Machine.)                                               | Joan Pau II |
| VIII   | 10-15 d'agost de 1993   | Denver                           | 700.000                          | Jo he vingut perquè les ovelles tinguin vida, i en tinguin a desdir. (Jn 10,10 Arxivat 2018-08-05 a Wayback Machine.)                                     | Joan Pau II |
| IX     | 27 de març de 1994      | Jornada Diocesana de la Joventut | Jornada Diocesana de la Joventut | Com el Pare m'ha enviat a mi, també jo us envio a vosaltres. (Jn 20,21 Arxivat 2018-08-05 a Wayback Machine.)                                             | Joan Pau II |
| X      | 10-15 de gener de 1995  | Manila                           | 5.000.000                        | Com el Pare m'ha enviat a mi, també jo us envio a vosaltres. (Jn 20,21 Arxivat 2018-08-05 a Wayback Machine.)                                             | Joan Pau II |
| XI     | 31 de març de 1996      | Jornada Diocesana de la Joventut | Jornada Diocesana de la Joventut | Senyor, a qui aniríem? Tu tens paraules de vida eterna. (Jn 6,68 Arxivat 2018-08-05 a Wayback Machine.)                                                   | Joan Pau II |
| XII    | 19-24 d'agost de 1997   | París                            | 1.200.000                        | Mestre, on habites? Veniu i ho veureu. (Jn 1,38-39 Arxivat 2018-08-05 a Wayback Machine.)                                                                 | Joan Pau II |
| XIII   | 5 d'abril de 1998       | Jornada Diocesana de la Juventut | Jornada Diocesana de la Juventut | L'Esperit Sant us farà recordar tot el que jo us he dit. (Jn 14,26 Arxivat 2018-08-05 a Wayback Machine.)                                                 | Joan Pau II |
| XIV    | 28 de març de 1999      | Jornada Diocesana de la Joventut | Jornada Diocesana de la Joventut | És el Pare mateix qui us estima. (Jn 16,27 Arxivat 2018-08-05 a Wayback Machine.)                                                                         | Joan Pau II |
| XV     | 15-20 d'agost de 2000   | Roma                             | 2.200.000                        | La Paraula s'ha fet carn i ha habitat entre nosaltres. (Jn 1,14 Arxivat 2018-08-05 a Wayback Machine.)                                                    | Joan Pau II |
| XVI    | 8 d'abril de 2001       | Jornada Diocesana de la Joventut | Jornada Diocesana de la Joventut | Si algú vol venir amb mi, que es negui a ell mateix, que prengui cada dia la seva creu i que em segueixi. (Lc 9,23 Arxivat 2018-08-05 a Wayback Machine.) | Joan Pau II |
| XVII   | 23-28 de juliol de 2002 | Toronto                          | 800.000                          | Vosaltres sou la sal de la terra. Vosaltres sou la llum del món. (Mt 5,13-14 Arxivat 2018-08-05 a Wayback Machine.)                                       | Joan Pau II |
| XVIII  | 13 d'abril de 2003      | Jornada Diocesana de la Joventut | Jornada Diocesana de la Joventut | Aquí tens la teva mare. (Jn 19,27 Arxivat 2018-08-05 a Wayback Machine.)                                                                                  | Joan Pau II |
| XIX    | 4 d'abril de 2004       | Jornada Diocesana de la Joventut | Jornada Diocesana de la Joventut | Voldríem veure Jesús. (Jn 12,21 Arxivat 2018-08-05 a Wayback Machine.)                                                                                    | Joan Pau II |
| XX     | 16-21 d'agost de 2005   | Colònia                          | 1.100.000                        | Venim a adorar-lo. (Mt 2,2) | Benet XVI   |
| XXI    | 9 d'abril de 2006       | Jornada Diocesana de la Joventut | Jornada Diocesana de la Joventut | La teva paraula és llum dels meus passos, la claror que m'il·lumina el camí. (Sl 119,105 Arxivat 2018-08-05 a Wayback Machine.)                           | Benet XVI   |
| XXII   | 1 d'abril de 2007       | Jornada Diocesana de la Joventut | Jornada Diocesana de la Joventut | Que us estimeu els uns als altres tal com jo us he estimat. (Jn 13,34 Arxivat 2018-08-05 a Wayback Machine.)                                              | Benet XVI   |
| XXIII  | 15-20 de juliol de 2008 | Sídney                           | 500.000                          | Quan l'Esperit Sant vindrà damunt vostre, rebreu una força que us farà testimonis meus. (Ac 1,8 Arxivat 2018-08-05 a Wayback Machine.)                    | Benet XVI   |
| XXIV   | 5 d'abril de 2009       | Jornada Diocesana de la Joventut | Jornada Diocesana de la Joventut | Tenim posada l'esperança en el Déu viu. (1Tm 4,10 Arxivat 2018-08-05 a Wayback Machine.)                                                                  | Benet XVI   |
| XXV    | 28 de març de 2010      | Jornada Diocesana de la Joventut | Jornada Diocesana de la Joventut | Mestre bo, què haig de fer per a posseir la vida eterna? (Mc 10,17 Arxivat 2018-08-05 a Wayback Machine.)                                                 | Benet XVI   |
| XXVI   | 16-21 d'agost de 2011   | Madrid                           | 2.000.000                        | Manteniu-vos arrelats en ell, edificats sobre aquest fonament, sòlids en la fe que us van ensenyar. (Col 2,7 Arxivat 2018-08-05 a Wayback Machine.)       | Benet XVI   |
| XXVII  | 1 d'abril de 2012       | Jornada Diocesana de la Joventut | Jornada Diocesana de la Joventut | Viviu sempre contents en el Senyor! (Fl 4,4 Arxivat 2018-08-05 a Wayback Machine.)                                                                        | Benet XVI   |
| XXVIII | 23-28 de juliol de 2013 | Río de Janeiro                   | 3.700.000                        | Aneu, doncs, a tots els pobles i feu-los deixebles meus. (Mt 28,19 Arxivat 2018-08-05 a Wayback Machine.)                                                 | Francesc    |
| XXIX   | 13 d'abril de 2014      | Jornada Diocesana de la Joventut | Jornada Diocesana de la Joventut | Feliços els pobres en l'esperit, perquè d'ells és el Regne del cel. (Mt 5,3 Arxivat 2018-08-05 a Wayback Machine.)                                        | Francesc    |
| XXX    | 5 d'abril de 2015       | Jornada Diocesana de la Joventut | Jornada Diocesana de la Joventut | Feliços els nets de cor, perquè veuran Déu. (Mt 5,8 Arxivat 2018-08-05 a Wayback Machine.)                                                                | Francesc    |
| XXXI   | 26-31 de juliol de 2016 | Cracovia                         | 3.200.000                        | Feliços els compassius, perquè seran compadits. (Mt 5,7 Arxivat 2018-08-05 a Wayback Machine.)                                                            | Francesc    |
| XXXII  | 9 d'abril de 2017       | Jornada Diocesana de la Joventut | Jornada Diocesana de la Joventut | Perquè el Totpoderós obra en mi meravelles. (Lc 1,49 Arxivat 2018-08-05 a Wayback Machine.)                                                               | Francesc    |
| XXXIII | 25 de març de 2018      | Jornada Diocesana de la Joventut | Jornada Diocesana de la Joventut | No tinguis por, Maria. Has trobat gràcia davant de Déu. (Lc 1,30 Arxivat 2018-08-05 a Wayback Machine.)                                                   | Francesc    |
| XXXIV  | 22-27 de gener de 2019  | Ciutat de Panamà                 |                                  | Sóc la serventa del Senyor: que es compleixi en mi la teva paraula. (Lc 1,38 Arxivat 2018-08-05 a Wayback Machine.)                                       | Francesc    |

## Aspectes culturals i tradicions de les JMJ

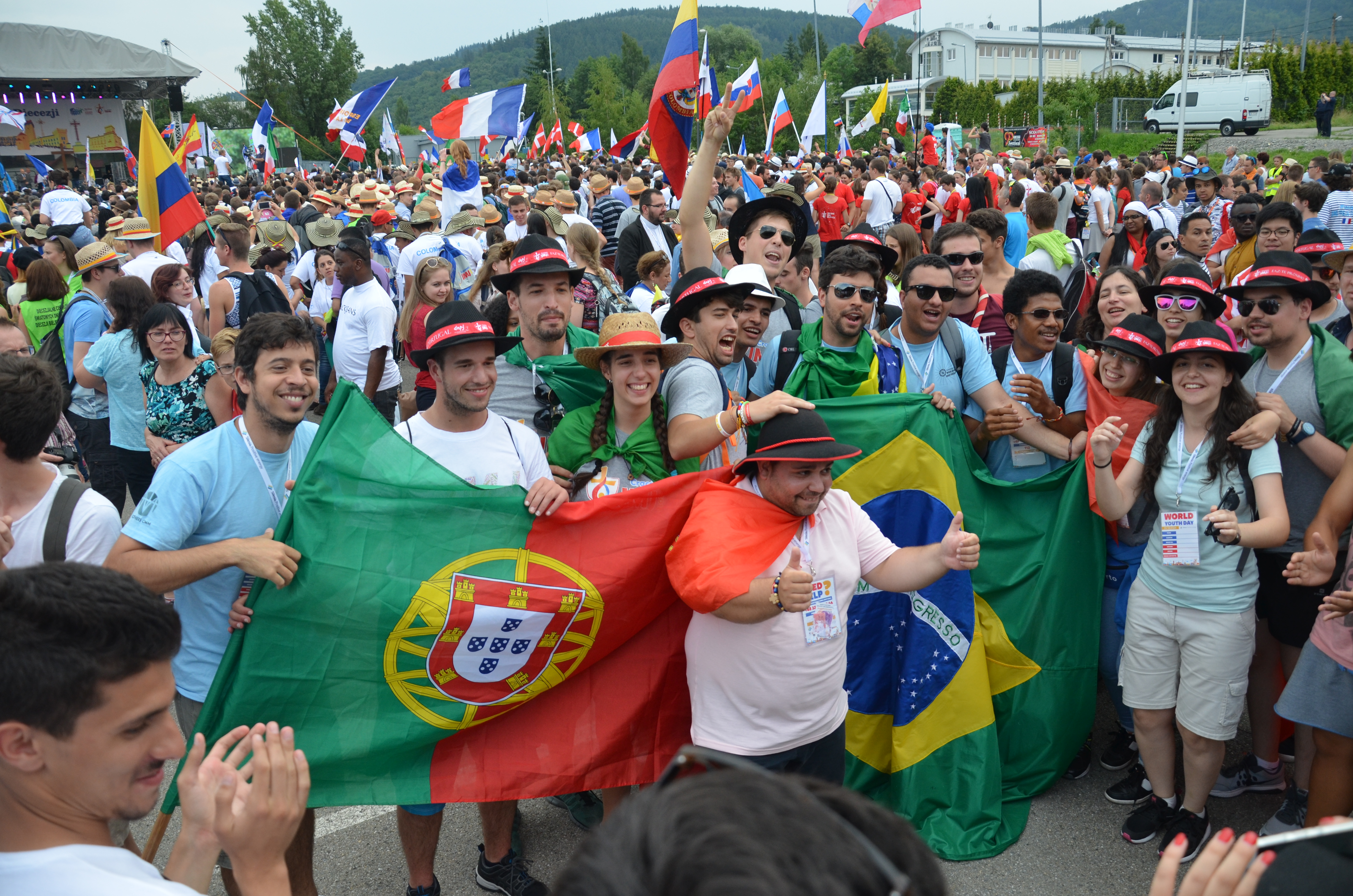
Celebració de la XXXI Jornada Mundial de la Joventut a Cracòvia, 2016

La Jornada Mundial de la Joventut és un esdeveniment com qualsevol altre dirigit al públic jove, però amb la dimensió catòlica de l'oració i l'evangelització. Té, com un fort aspecte cultural, la presència i la unitat entre innombrables nacions i cultures diferents; conèixer aquestes cultures, especialment la del país amfitrió, i percebre la desaparició de fronteres a través de la fe comuna. No obstant això, el motiu principal de l'esdeveniment no és un aspecte cultural ni la presència del Papa, sinó una trobada espiritual segons la fe catòlica en Jesucrist. El Papa Benet XVI, en la seva valoració amb la Cúria romana, va criticar la tendència de la JMJ a ser un simple festival de rock eclesial, perquè l'esdeveniment és una «festa que només sorgeix després d'un llarg camí extern i intern, convertint-se en un festa de fe en Crist».
Tradicionalment, els joves porten banderes dels seus països (o també dels seus estats / províncies i de la nació l'amfitriona) per mostrar la seva presència en els esdeveniments i facilitar la identificació dels grups. També porten banderes o altres declaracions nacionals de grups, moviments o pastorals dels quals participen, proclamant les seves pròpies cançons i nacionals, eslògans i objectius dins de l'Església Catòlica.
Una altra tradició en l'esdeveniment és l'intercanvi de banderes, samarretes, articles religiosos (creus, icones, rosaris, pins…) i altres articles, per tal d'iniciar noves amistats i per promoure l'acollida entre les cultures. Les converses sobre la realitat del país d'altres joves són molt comuns i hi ha un gran intercanvi cultural i social.
També hi ha una tradició del pelegrinatge dels joves que han de desplaçar-se a peu a la catequesi de la setmana (locals propers als allotjaments) i la ubicació de la Vigília i de la Missa d'Enviament (generalment distant a uns 10 km). La tradició d'acollir al Papa inclou la seva aparició pública, des del seu desplaçament amb el papamòbil fins al tancament de l'esdeveniment amb la Missa d'Enviament.

## Anàlisi i crítica
El vaticanista John Allen considera que la JMJ marca l'ascens d'un corrent que descriu (amb altres observadors) d'evangelisme catòlic. Aquest corrent es va formar en contacte amb el vast moviment de la secularització d'Occident, que veu que el cristianisme passa de l'estatus de la cultura comuna a la de la cultura minoritària.
Allen assenyala que un dels punts cridaners i visibles d'aquesta nova tendència és la defensa de la identitat i els ensenyaments catòlics tradicionals: l'ortodòxia doctrinal, la restauració de la litúrgia i les devocions catòliques. Per tot això, no es tracta de tradicionalisme ni de conservadorisme. L'evangelització catòlica accepta de fet la secularització com un repte benvingut que requereix abandonar el model d'una simple religió del patrimoni cultural per a la d'una religió escollida, aquesta elecció per ser defensada i manifestada. Per tant, els catòlics estan ansiosos de ser missioners, agents de transformació de la cultura circumdant a la llum dels principis evangèlics, en comptes d'implicar-se en les controvèrsies dins de la seva pròpia Església.
Amb la seva pròpia anàlisi sociològica de la participació de la JMJ, Allen considera que els joves que prediquen l'evangelisme catòlic ocupen una posició central i tenen un paper destacat, que considera espontani, recolzat molt més per la jerarquia. L'objectiu pastoral d'aquestes reunions sembla atraure a alguns joves inicialment més passius dins del cercle dels entusiastes.